# Неуклюжая
«Неуклю́жая» (англ. Awkward) — американский комедийно-драматический телесериал, который выходил в эфир на телеканале MTV с 19 июля 2011 года по 24 мая 2016 года.

## Сюжет
Сюжет сериала закручивается вокруг жизни шестнадцатилетней школьницы Дженны Гамильтон. Неожиданно жизнь главной героини меняется из-за нелепой случайности. Дженна поскользнулась в ванной и получила травмы, но у всех складывается впечатление, что она пыталась свести счеты с жизнью. Теперь помимо репутации «самоубийцы» ей необходимо справляться с каждодневными проблемами. Дженна ведет закрытый личный дневник, в котором описывает все произошедшее с ней, а также её мысли и чувства.

## В ролях

### Основной состав
- Эшли Рикардс — Дженна Гамильтон, главная героиня
- Бо Мирчофф — Мэтти Маккиббен, первая любовь Дженны
- Бретт Даверн — Джейк Розати, первый парень Дженны
- Молли Тарлов — Сейди Секстон, подруга Мэтти и главный враг Дженны
- Джиллиан Роуз Рид[англ.] — Тамара, лучшая подруга Дженны
- Никки Делоач — Лейси Гамильтон, мама Дженны
- Дези Лайдик — Валери Маркс, школьный психолог и «подруженька» Дженны

### Второстепенный состав
- Грир Грэммер — Лисса, лучшая подруга Сейди
- Майк Файола — Кевин Гамильтон, папа Дженны
- Джессика Лу — Минг Хуанг, лучшая подруга Дженны
- Весам Киш — Кайл
- Нолан Джерард Фанк — Коллин Дженнингс
- Энтони Майкл Холл — мистер Харт
- Шейн Харпер — Остин Уэлш
- Ханна Маркс — Глория
- Шаника Ноулз — Мишель

## Эпизоды
| сезон | серии | первый эфир     | последний эфир   |
| ----- | ----- | --------------- | ---------------- |
| 1     | 12    | 19 июля 2011    | 27 сентября 2011 |
| 2     | 12    | 28 июня 2012    | 20 сентября 2012 |
| 3     | 20    | 16 апреля 2013  | 17 декабря 2013  |
| 4     | 21    | 15 апреля 2014  | 25 ноября 2014   |
| 5     | 24    | 31 августа 2015 | 24 мая 2016      |

## Награды и номинации
- 2012 — премия «Teen Choice Awards» в категории «Лучший актёр» (Бо Мирчофф).
- 2013 — премия «People’s Choice Awards» в категории «Лучшая комедия кабельного телевидения».